# Mangora pagoreni
Mangora pagoreni là một loài nhện trong họ Araneidae.
Loài này thuộc chi Mangora. Mangora pagoreni được Herbert Walter Levi miêu tả năm 2007.